# Richthofencollectie

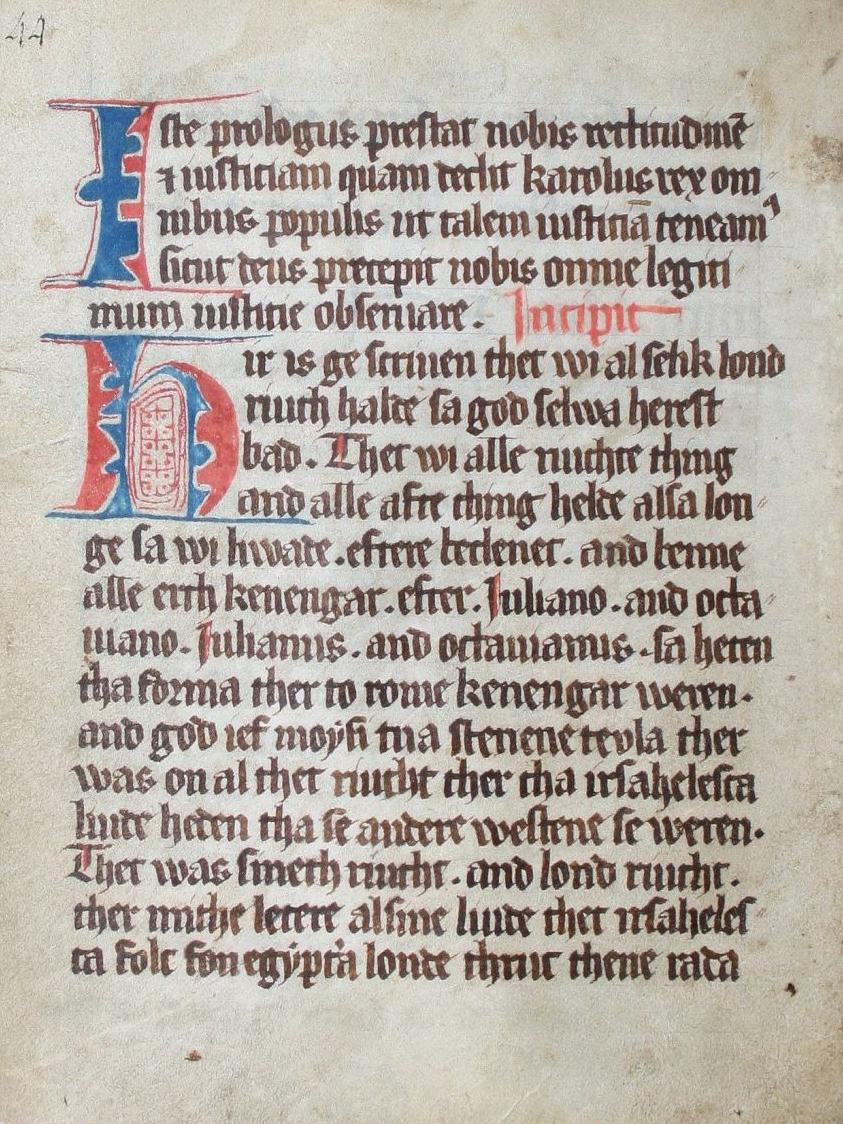
Eerste Hunsingoër Handschrift - blz. 44

De Richthofencollectie (officiële (Friese) naam: "Richthofenkolleksje") is een verzameling van tien Oudfriese en Nedersaksische rechtshandschriften. 
De collectie bestaat uit tien handschriften: zes Oudfriese en vier Middelnedersaksische rechtshandschriften, uit de periode 1350-1600. Onder meer het veertiende-eeuwse Eerste en Tweede Hunsingoër handschrift maken deel uit van de collectie. De manuscripten zijn afkomstig uit de landstreken Westerlauwers Friesland, Hunsingo en Fivelgo, en het Oostfriese Emsingo.
De handschriften zijn in 1858 aangekocht door de Duitse rechtsgeleerde Karl von Richthofen aangekocht in 1858 bij een veiling van boeken van de Leeuwarder jurist Petrus Wierdsma. De collectie werd door zijn nazaten in Polen in de nasleep van de Eerste Wereldoorlog te koop aangeboden. Door de Leeuwarder boekhandelaar Herman Rudolph Schaafsma werd geld geworven om de collectie in 1922 aan te kopen. De collectie werd overgedragen aan de provinciale bibliotheek Leeuwarden, tegenwoordig archiefinstelling Tresoar. De collectie is sinds 1 november 2022 opgenomen in het Nederlands Memory of the World Register voor documentair erfgoed.

## Manuscripten
De collectie bestaat uit de volgende tien manuscripten:
1. Derde Emsinger handschrift (R 1)
2. Eerste Hunsinger handschrift (R 2)
3. Tweede Hunsinger handschrift (R 3)
4. Fivelgoër handschrift (R 4)
5. Jus Municipale Frisonum (R 5)
6. Codex Roorda (R 6)
7. Codex Mertens (R 7)
8. Codex Phaesma (R 8)
9. Oud-Friesche Landregten van Oldambt en Reiderland, Fivilgo, Vredewold, Langewold enz. (R 9)
10. Dat Olde Landtrechtt der Freyen Freesen (R 10)